# 盛岡村
盛岡村（もりおかむら）は、かつて愛知県東加茂郡にあった村。
昭和の大合併で足助町に編入され、現在の豊田市の一部である。
旧・足助町の西部に該当し、巴川とその支流沿いの山間部の村であった。

## 沿革
- 江戸時代末期、この地域は三河国加茂郡であり、奥殿藩領、吉田藩領、旗本領などであった。
- 1875年（明治8年） - 大野村と籠林村が合併し、野林村となる。
- 1878年（明治11年） -
  - 加茂郡が東加茂郡と西加茂郡に分離される。
  - 井ノ口村、寺沢村、近岡村、大島村、田振村が合併し、追分村となる。
- 1889年（明治22年）10月1日 - 追分村、野林村、岩神村、国閑村、上佐切村、上脇村、四ツ松村、東山中村、栃本村、上小田村、沢ノ堂村、上国谷村、下国谷村、桑原田村、中国谷村、下佐切村、平折村が合併し、盛岡村となる。
- 1906年（明治39年）5月1日 - 盛岡村、金沢村の一部[2]、豊栄村の一部[3]、穂積村の一部[4]が合併し、盛岡村となる。
- 1955年（昭和30年）4月1日 - 足助町、盛岡村、賀茂村、阿摺村が合併し、足助町となる。

## 学校
- 盛岡村立盛岡中学校（足助町立西部中学校に校名変更後、1971年に足助町立足助中学校に統合。現・豊田市立足助中学校）
- 盛岡村立追分小学校（現・豊田市立追分小学校）
- 盛岡村立佐切小学校（現・豊田市立佐切小学校）
- 盛岡村立旭小学校（現・豊田市立冷田小学校）
- 盛岡村立則定小学校（現・豊田市立則定小学校）